# Levski Sofia
Levski Sofia (ПФК Левски София), bildad 1911 och officiellt registrerad 24 maj 1914, är en bulgarisk sportklubb. Från starten sysslade man främst med fotboll. Även basket och volleyboll bedrivs sedan 1928

## Sektioner
- BC Levski Sofia (basket)
- PFC Levski Sofia (fotboll)
- VK Levski Sofia (volleyboll)